# Pseudaphritis undulatus
Pseudaphritis undulatus is een straalvinnige vissensoort uit de familie van ijsvissen (Pseudaphritidae). De wetenschappelijke naam van de soort is voor het eerst geldig gepubliceerd in 1842 door Jenyns.